# ترویز ۲: جعبه پاندورا
ترویز ۲: جعبه پاندورا (به انگلیسی: Trois 2: Pandora's Box) یک فیلم سینمایی آمریکایی تریلر وابسته به عشق شهوانی محصول سال ۲۰۰۲ که توسط راب هاردی کارگردانی شده و با بازی مونیکا کلهون، مایکل جی وایت و کریستوف سنت جان همراه است.
اگرچه این فیلم نظرات ضعیفی از منتقدین دریافت کرد، اما مورد توجه طرفداران قرار گرفت. این فیلم نامزد دریافت جایزه بلاکباستر برای بهترین فیلم بلند شد و مونیکا کالهون با دریافت جایزه بازیگری در جشنواره فیلم سیاه آمریکا در سال ۲۰۰۲ نشان بهترین بازی را دریافت کرد.

## دنباله
در تاریخ ۲۸ دسامبر ۲۰۰۴ سومین فیلم با عنوان ترویز: اسکورت منتشر شد.